# Liceum Ogólnokształcące im. gen. Józefa Wybickiego w Śremie
Liceum Ogólnokształcące im. gen. Józefa Wybickiego w Śremie (w latach 1858-1919 Königliches Gymnasium zu Schrimm - Królewskie Gimnazjum w Śremie) – placówka edukacyjna o wieloletniej tradycji, powstała w 1858 roku.

## Historia
29 listopada 1858 roku regent Królestwa Prus Wilhelm Hohenzollern wydał decyzję o powstaniu w Śremie gimnazjum. Siedzibą szkoły był wtedy klasztor pofranciszkański. W latach 1861–1862 szkoła została przekształcona w progimnazjum, a w 1866 roku stała się gimnazjum z pełnymi prawami. 16 kwietnia 1866, w szkole odbyła się pierwsza matura uprawniająca do studiów wyższych. W 1870 roku gimnazjum przeniesiono do nowego (obecnego) budynku przy ulicy Poznańskiej 11. Pierwszym dyrektorem był dr Herman Geist (1858–1861). W trakcie okresu antypolskich ustaw szkolnych swoją kadencję miał dr Wilhelm Guttmann (1837–1877), następnie Henryk Schmolka (1895–1898). Ostatnim dyrektorem z czasów pruskich był dr August Wundrack (1911–1919), który był dyrektorem również po uwolnieniu Śremu spod panowania zaborców. Świadczy to o jego życzliwym i przyjaznym stosunku do Polaków. Następnie tymczasowo szkołą kierował ks. Mieczysław Matuschek, a od 1 kwietnia 1920 nominację na dyrektora szkoły otrzymał Henryk Ogonowski, wówczas szkoła przybrała wyłącznie polski charakter.
Imię generała Józefa Wybickiego przyjęła w 1922 roku, także w tym roku, 4 i 5 września, odbył się I Zjazd Absolwentów i Abiturientów. W 1923 roku wprowadzono plan nauki obowiązujący gimnazjum typu staro-klasycznego. W roku szkolnym 1934/1935 gimnazjum staje się koedukacyjne. W 1933 roku szkołę przekształcono w gimnazjum i liceum. W 1939 roku do Śremu przybył 15 Pułk ułanów, który zajął na kwaterę dla swego sztabu budynek szkoły.
Po wkroczeniu do Śremu Niemców w 1939 roku, wojsko niemieckie zajęło budynek szkoły. Podczas ich pobytu zniszczono wiele pomocy naukowych. W 1942 roku w budynku liceum znajdowała się niemiecka koedukacyjna szkoła średnia z internatem. W dniu 12 kwietnia 1945 roku szkoła ponownie oficjalnie zaczęła istnieć i powróciła do swojego dawnego budynku. Pierwszy egzamin dojrzałości po wojnie odbył się 16 i 17 lipca 1945 roku – przystąpiło do niego 23 uczniów. W dniach 20–21 września 1958 roku odbyły się uroczystości setnej rocznicy istnienia gimnazjum połączone ze zjazdem około 700 absolwentów i wychowawców.
18 czerwca 1972 roku nadano szkole sztandar, a 19 marca 1975 roku dokonano odsłonięcia tablicy pamiątkowej Patrona Szkoły.
We wrześniu 2008 roku szkoła obchodziła główne uroczystości związane ze 150. rocznicą swego istnienia. Z tej okazji odbył się zjazd absolwentów Liceum. Od roku szkolnego 2009/2010 w szkole zostało uruchomione Gimnazjum Dwujęzyczne.

## Józefy
Uroczystość szkolna na cześć patrona, Józefa Wybickiego. Odbywa się pierwszego dnia wiosny od 2002 roku. Pomysłodawczynią imprezy jest Anna Springer. Podczas uroczystości wręczane są statuetki „Józefa” m.in. w kategoriach: wpadka roku, para roku, odkrycie roku, omnibus roku, strój i wizerunek roku, osiągnięcie roku. Podczas gali występują nauczyciele szkoły jako gwiazdy muzyki i wykonujący ich utwory muzyczne.

## Dyrektorzy
- dr Herman Geist (1858–1861)
- dr Julius Stephan (1861-1973)[1]
- prof. dr Wilhelm Guttmann (1873–1878)
- prof. dr Wilhem Schneider[1]
- dr Karl Martin[1]
- dr Henryk Schmolka (1895–1898)
- dr Julian Ziaja[1]
- prof. dr Friedrich Reiche[1]
- dr Gustaw Adam[1]
- dr August Wundrack (1911–1919)
- ks. Mieczysław Matuschek w.z. (1919–1920)[8]
- mgr Henryk Ogonowski (1 IV 1920 – 31 XII 1922, 1923–1947)[6][9]
- dr Henryk Pankowski (1947-1967)[1]
- mgr Stanisława Malińska (1967-1973)[1]
- mgr Konstanty Świtalski (1973-1982)[1]
- mgr Feliks Królikowski (1982-1991)[1]
- mgr Bożena Grabna (1991-2002)[1]
- mgr Piotr Mulkowski (od 2002 r.)[1]

## Nauczyciele
- Adam Konopnicki – nauczyciel przyrody, fizyki, matematyki, geografii, chemii, mineralogii od 1 września 1919 do 1923[10][11][12]
- Jan Kanty Noryśkiewicz – nauczyciel języka łacińskiego i religii w latach 1904–1915[13][14]
- Henryk Ogonowski – nauczyciel języka łacińskiego, języka greckiego, języka polskiego